# Vesperella maroccana
Vesperella maroccana é uma espécie de coleóptero da tribo Vesperellini (Cerambycinae), com distribuição restrita a Marrocos.

## Descrição
O comprimento varia de 8,5 a 10 mm, com tegumento castanho-testáceo, corpo robusto e menos alongado. Élitros curtos e mais largo. Antenas relativamente curtas, estendendo-se um segmento além do ápice elitral, nos machos; enquanto que nas fêmeas alcançam o meio dos élitros.

## Biologia
Quercus rotundifolia é a planta hospedeira da espécie. Ciclo de vida, provavelmente, tem a duração de um ano. Os adultos emergem a partir do início de julho a agosto.

## Distribuição
A espécie é conhecida desde as florestas dos passos de Tizi n'Test e Tizi n'Tichka no Alto Atlas, em Marrocos.